# Paramount Global Italia
Paramount Global Italia è un'azienda italiana operante nel settore televisivo, divisione del gruppo Paramount Global. L'amministratore delegato del gruppo è Alberto Carrozzo.
La società era precedentemente nota come Viacom International Media Networks Italia S.r.l. e ViacomCBS Networks Italia S.r.l..

## Storia
Nel 1997 nasce MTV Networks Italy con il canale MTV Italia.
Nel 2000 il gruppo Beta Television (controllato da Seat Pagine Gialle) acquista la divisione italiana di MTV Networks e cambia nome in MTV Italia S.r.l.
Nel 2010 nasce Viacom International Media Networks Italia per rilevare una quota (tramite la controllata Milano Design) del 30% di Rainbow.
Nel 2013 il gruppo Viacom acquisisce la restante quota di Telecom Italia Media, controllando il 100% delle attività di MTV Italia S.r.l.: la società "Viacom Italia" gestì – dal 2013 fino al 2015 – tutti i canali creati da MTV Italia S.r.l., ovvero gli storici marchi italiani coinvolti in complesse vicissitudini societarie, a partire dal canale MTV Rocks (già MTV Two, MTV2, M2) attivo dal 1998, MTV Hits, MTV Classic (già MTV Gold), MTV+ (l'attuale MTV Music), nato nel 2010, passa dal DTT alla piattaforma Tivùsat, poi solo su Sky Italia.
Il 31 luglio 2015 la società MTV Italia S.r.l. viene acquisita da Sky Italia che la ribattezza Nuova Società Televisiva Italiana, cede le ex attività terrestri di MTV (dove sorgerà TV8) e passa sotto gestione diretta gli altri canali precedentemente controllati dalla ex società, e la controllata Viacom Pubblicità. Inoltre, dal 2015, Viacom Italia e Sky Italia mantengono rapporti di collaborazione per la diffusione sul nuovo canale di produzioni del gruppo Viacom, come era stato delineato nel comunicato del medesimo anno.
Viacom continua ad essere presente in Italia anche con più canali lineari e non lineari al marchio MTV, cioè Comedy Central, nato nel 2007, in onda su Sky 128 (in streaming su NOW) – con la versione timeshift Comedy Central +1 su Sky 129 – e la televisione Nickelodeon, presente dal 2004 in Italia, su Sky 605 con il suo timeshift Nickelodeon +1 (Sky 606); resta inoltre l'editore delle italiane MTV Music e Nick Jr..
Il 23 febbraio 2016 nasce Paramount Channel al numero 27 del digitale terrestre (in sostituzione di Sky TG24 passato al canale 50) con un loop di promo che annuncia l'inizio delle trasmissioni, avvenuto il 27 febbraio alle 15:30.
Il 7 marzo Paramount Channel diventa disponibile anche su Tivùsat al canale 27 e in HD al numero 127.
Il 1º luglio arriva VH1 al canale 67 del digitale terrestre, in sostituzione di MTV Music (le cui trasmissioni continuano solo su Sky).
Il 28 aprile 2017 scompare la versione HD di Paramount Channel.
Il 14 settembre Viacom International Media Networks Italia rileva il 50% di Super! Broadcast S.r.l. (editore del canale Super!).
Il 22 ottobre nasce Spike al canale 49 del digitale terrestre, in sostituzione di Fine Living.
Il 6 dicembre Spike e VH1 diventano disponibili anche su Tivùsat, rispettivamente ai canali 26 e 25.
Il 28 marzo 2018 VH1 passa al canale 22 sulla piattaforma Tivùsat.
Il 16 marzo 2019 Paramount Channel diventa Paramount Network, nome già adottato dalle altre versioni del canale nel resto nel mondo.
Il 18 ottobre Super! diventa un canale della sua proprietà, rilevando il restante 50% detenuto da De Agostini. Inoltre, da quel giorno, il sito ufficiale del canale viene nuovamente rinnovato e viene resa disponibile la diretta streaming.
Il 4 dicembre a seguito della fusione di Viacom e CBS in ViacomCBS, Viacom International Media Networks Italia cambia nome in ViacomCBS Networks Italia.
Il 2 febbraio 2020 Paramount Network, Spike e VH1 sbarcano anche su Sky, rispettivamente ai canali 158, 169 e 715.
Dal 21 febbraio MTV diventa disponibile solo in HD sul satellite, mentre la versione SD continua ad essere disponibile su Sky Go.
Dal 2 maggio TeenNick, MTV Hits e MTV Rocks non vanno più in onda su Sky.
Il 29 luglio Paramount Network torna a trasmettere in HD ai canali 27 di Tivùsat (con la versione SD al numero 127) e 158 di Sky.
Il 28 settembre, a seguito delle leggere modifiche al logo di ViacomCBS, anche il logo di ViacomCBS Networks Italia viene leggermente modificato.
Dall'11 marzo 2021 Spike e VH1 trasmettono anche in HD e Super! in MPEG-4 sulle piattaforme Sky e Tivùsat, mentre dal 1º luglio le versioni SD di questi canali vengono eliminati su queste piattaforme (di conseguenza anche la versione SD di Paramount Network viene eliminata su quest'ultima piattaforma).
Il 25 marzo 2021 la versione SD di MTV viene chiusa e sostituita dalla versione HD su Sky Go.
Il 22 settembre 2021 viene annunciato l'arrivo di Pluto TV in Italia dal 28 ottobre successivo, il servizio di streaming che conterrà 40 canali gratuiti. La raccolta pubblicitaria verrà gestita da Sky Media.
Dal 22 novembre 2021 i canali in chiaro trasmettono nel mux TIMB 3 in MPEG-4. Inoltre i canali Paramount Network e Super! presenti nei mux Rete A 1 e TIMB 1 diventano "provvisorio" e senza LCN.
Il 22 dicembre 2021 il canale Paramount Network presente nel mux Rete A 1 riacquista la LCN, mentre nel mux TIMB 3 rimane senza.
Il 17 gennaio 2022 Paramount Network e Spike cessano le trasmissioni, dopo il lancio di Pluto TV, e le loro LCN vengono vendute a Mediaset mentre VH1 passa sulla LCN 167.
Il 16 febbraio 2022, in seguito al rebranding di ViacomCBS in Paramount Global, ViacomCBS Networks Italia cambia nome in Paramount Global Italy.
Nel gennaio 2023 Paramount Global rivende le sue quote a Straffi, permettendo a Rainbow di tornare pienamente indipendente. Nickelodeon continuerà ad essere partner dello studio.
Il 7 gennaio 2024 il canale VH1 cessa definitivamente le trasmissioni per trasferirsi sulla piattaforma on demand Pluto TV controllata dalla stessa Paramount.

## Attività imprenditoriali

### Canali televisivi

#### Gratuito
| Logo | Nome   | Data di lancio | LCN                | LCN     | LCN    |
| Logo | Nome   | Data di lancio | Digitale terrestre | Tivùsat | Sky    |
| ---- | ------ | -------------- | ------------------ | ------- | ------ |
|      | Super! | 18 marzo 2012  | 47 SD              | 47 SD   | 625 SD |

#### A pagamento
| Logo | Nome           | Data di lancio   | LCN    | Streaming |
| Logo | Nome           | Data di lancio   | Sky    | Sky Go    |
| ---- | -------------- | ---------------- | ------ | --------- |
|      | Comedy Central | 1º maggio 2007   | 129 SD |           |
|      | Nickelodeon    | 1º novembre 2004 | 605 SD |           |
|      | Nick Jr.       | 1º agosto 2009   | 603 SD |           |
|      | MTV Music      | 17 maggio 2010   | 704 SD |           |

### Pubblicità
Fino al 1º febbraio 2020, Viacom Italia aveva una propria concessionaria pubblicitaria (Viacom Pubblicita & Brands Solution), la quale si occupava della raccolta pubblicitaria dei suoi canali e anche di Radio Italia TV e Deejay TV, oltre a quella di Food Network e Alpha fino al 2018 e di Pop e Cine Sony fino al 2019.
Dal 2 febbraio 2020 la pubblicità dei canali Viacom, di Radio Italia TV e Deejay TV passa a Sky Media, concessionaria pubblicitaria di Sky.

### Partecipazioni
- 360° Playmaker, società di produzione televisiva italiana.

## Loghi

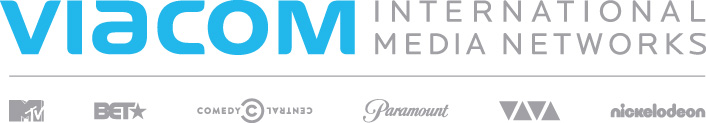
2010 - 4 dicembre 2019
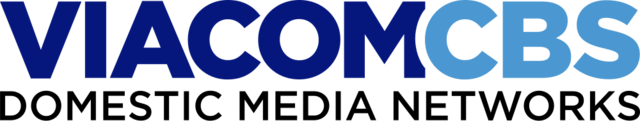
4 dicembre 2019 - 28 settembre 2020
28 settembre 2020 - 16 febbraio 2022
In uso dal 16 febbraio 2022